# Chiesa dei Santi Anastasia e Giovanni Evangelista
La chiesa dei Santi Anastasia e Giovanni Evangelista è la parrocchiale di Monastero di Lanzo, in città metropolitana e arcidiocesi di Torino; fa parte del distretto pastorale Torino Nord.

## Storia
La primitiva chiesa del paese, sorta nel Basso Medioevo, fu fondata forse dai monaci benedettini dell'abbazia di Pulcherada di San Mauro Torinese, dipendente dai quali vi era in loco una piccola comunità femminile; nel XII secolo venne eretto il campanile.
In alcuni documenti della pieve di San Pietro di Lanzo Torinese si legge che a Monastero erano esistenti due cappelle, intitolate rispettivamente a santa Maria e a san Giorgio.
Nel 1569 venne edificata la nuova chiesa, che entro i primi anni del XVII secolo fu rimaneggiata a opera dei capimastri Domenico Baretta, Giovan Maria e Agostino Pedrotto, i quali provvidero alla realizzazione delle due cappelle laterali di San Michele e di Santa Anastasia; l'edificio venne modificato nel XVIII secolo con la costruzione delle navate laterali.
Un secolo dopo, nell'Ottocento, il campanile fu dotato dell'orologio; la parrocchiale venne poi restaurata nel 1968 e nel 1983, mentre poi nel 1993 fu rimossa la betulla che cresceva sopra il campanile, che già alcuni decenni prima il parroco don Bernardino Stobbia aveva cercato di rimuovere.

## Descrizione

### Esterno
La facciata a salienti della chiesa, intonacata e rivolta a ponente, presenta centralmente il portale maggiore a doppio battente, sovrastato dal timpano semicircolare in cui è inscritta una lunetta, e una finestra, anch'essa di forma semicircolare; l'ala laterale destra invece è caratterizzata dall'ingresso secondario, mentre quella sinistra è di raccordo con la torre.
Annesso alla parrocchiale è il campanile romanico a pianta quadrata, che misura un'altezza di ventitré metri; lungo il fusto vi sono delle lesene angolari, mentre la cella presenta quattro bifore e degli archetti pensili e a coronamento vi è la copertura di forma piramidale.

### Interno
L'interno dell'edificio si compone di tre navate; quella centrale, suddivisa in quattro campate, presenta per tre di queste la volta a botte e per l'ultima la volta a crociera, quelle laterali, composte da cinque campate volte a vela, a crociera e a botte. Il presbiterio, sopraelevato di un gradino, ospita l'altare maggiore in stile barocco, abbellito da un'edicola contenente la pala che rappresenta la Madonna con Bambino e sant'Anastasia.